# 迪尼亚诺
迪尼亚诺（義大利語：Dignano），是意大利乌迪内省的一个市镇。总面积27平方公里，人口2406人，人口密度89.1人/平方公里（2009年）。ISTAT代码为030032。